# Los Díaz
Los Díaz è un comune (corregimiento) della Repubblica di Panama situato nel distretto di La Chorrera, provincia di Panama. Si estende su una superficie di 29,4 km² e conta una popolazione di 1.200 abitanti (censimento 2010).